# Brug 1000
Brug 1000 is een vaste brug in de vorm van een viaduct in Amsterdam-Noord.
Ze is gelegen over de Nieuwe Leeuwarderweg die hier omringd wordt door het Noorderpark en voorheen het Volewijkspark doorsneed.
De brug dateert uit 2010/2011 en bestaat uit een lange enigszins boogachtige betonnen overspanning op twee betonnen pijlers in de vorm van jukken. De onderbouw vertoont gelijkenis met de Hederabrug (brug 998) en Klimopbrug (brug 999) uit dezelfde tijd en van dezelfde ontwerper West 8. In de brugpijlers zijn bladmotieven terug te vinden. Daar waar voor de Hedera- en Kimopbrug deze motieven ook terug te vinden zijn in de leuningen/balustrades, heeft Brug 1000 leuningen/balustrades van strekmetaal. Opklimmend per brugnummer liggen de drie bruggen steeds schever over zowel de Nieuwe Leeuwarderweg als de rails van de Noord-Zuidlijn.
Brug 1000 was overigens niet de duizendste brug in Amsterdam. Dat zou volgens gegevens van de gemeente brug 684 zijn; zij kreeg dan ook de naam Duizendste brug.

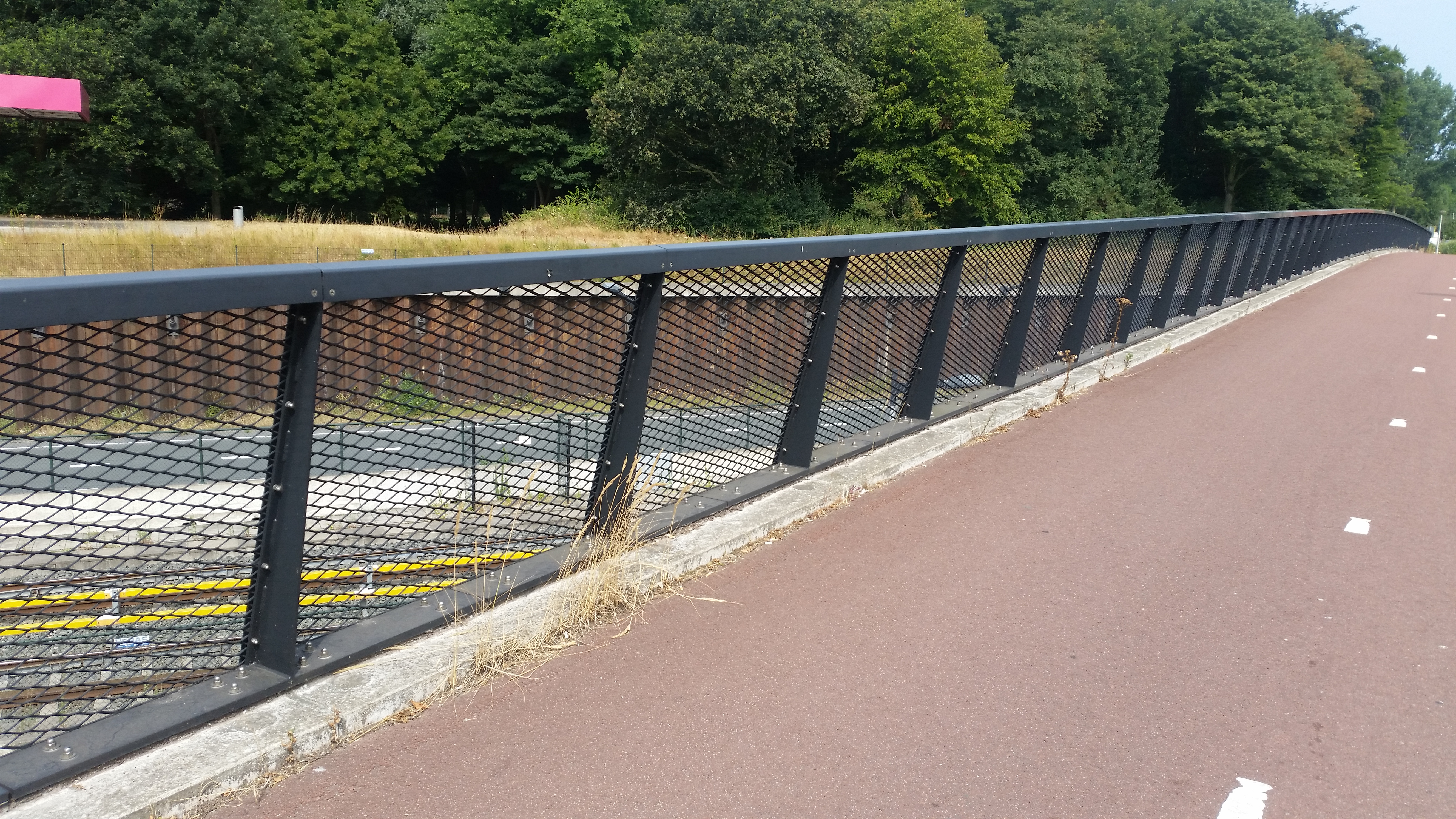
Leuningen zonder bladmotief (juli 2018)

<<< · 1000 · 1001 · 1002 · 1003 · 1004 · 1005 · 1006 · 1007 · 1008 · 1009 · 1010 · 1011 · 1012 · 1013 · 1014 · 1018 · 1028 · 1029 · 1030 · 1032 · 1033 · 1034 · 1035 · 1036 · 1037 · 1038 · 1039 · 1040 · 1041 · 1044 · 1045 · 1046 · 1048 · 1049 · 1050 · 1051 · 1062 · 1063 · 1064 · 1065 · 1066 · 1067 · 1076 · 1077 · 1078 · 1083 · 1090 · 1092 · 1093 · 1094 · 1095 · 1096 · 1097 · 1098 · 1099 · >>>
Brugnummers  1015, 1016, 1017, 1019, 1020, 1021, 1022, 1023, 1024, 1025, 1026, 1027, 1031, 1042, 1043, 1047, 1052/1053 (niet gebouwd), 1054, 1055, 1056, 1057, 1058, 1059, 1060, 1061, 1068, 1069-1075, 1079, 1080, 1081, 1082, 1084-1088, 1089 en 1091 (onbekend) zijn niet meer vergeven. De meesten daarvan zijn gesloopt in verband met sanering Zuidoost. Alle bruggen lagen en liggen in Zuidoost behalve bruggen 1000 en 1002.